# فهرست زیست‌مولکول‌ها
این فهرست شامل برخی از مهم‌ترین بیومولکول‌ها می‌باشد.

## ا
- ۴-آمینوبنزوئیک اسید
- ۵-هیدروکسی‌متیل‌سیتوزین
- آب اکسیژنه
- آب
- آبیتیک اسید
- اپی‌نفرین
- اپی‌نفرین – C9H13NO3
- آدرنوکورتیکوتروپین (ACTH)
- آدنوزین تری‌فسفات (ATP)
- آدنوزین دی فسفات (ADP)
- آدنوزین مونوفسفات (AMP)
- آدنوزین
- آدنین
- آرابینوز
- آران‌ای
- آرژینین
- اروسیک اسید – CH3(CH2)7CH=CH(CH2)11COOH
- اریتریتول
- آسپاراژین
- استرادیول
- استروژن
- استریکنین
- استریگماتوستین
- استیک اسید
- استیل کولین
- اسکاتول
- اسکوآلن
- اسید آسپارتیک
- اسید استاریک
- اسید اسکوربیک)
- اسید آمینه
- اسید پیرویک
- اسید تارتاریک
- اسید چرب
- اسید داوکسیکولیک
- اسید سالیسیلیک
- اسید سربیک
- اسید فولیک)
- اسید گلوتامیک
- اسید گلیکولیک
- اسید لاکتیک
- اسید لینولئیک
- اسید نوکلئیک
- اسید هیالورونیک
- اسیدهای چرب ضروری
- افدرین
- اکتین
- اکسالیک اسید
- اکسی‌توسین
- اکسین
- آگار
- آلامتیسین
- آلانین
- آلبومین
- آلدوسترون
- آلفا-آمانیتین
- ال‌کارنیتین
- النتوین
- آمیلاز
- اندول
- آنزیم
- آنژیوتانسینوژن
- انسولین
- انیزومایسن
- اوره
- اوریدین
- اوریک اسید – C5H4N4O3
- اوژنول
- اولیگومایسین
- ایزولوسین
- اینترفرون
- اینتگراز
- اینتگرین
- اینتین
- اینوزیتول
- اینولین

## ب
- بریفلدین ای
- بیلی‌روبین
- بیوتین
- بیوتین)
- بیووریسین

## پ
- پارتنولید
- پاکسیلین
- پاکلیتاکسل
- پالمیتیک اسید
- پپتید
- پرالترین
- پروپانوئیک اسید
- پروتامین
- پروتئاز
- پروتئین غشائی درونی
- پروتئین غشائی
- پروتئین فلورسنت سبز
- پروتئین
- پروژسترون
- پرولاکتین (PRL)
- پرولین
- پریون
- پلی‌ساکارید
- پنیسیلیک اسید
- پنی‌سیلین
- پوترسین
- پی۵۳
- پیرادوکسین

## ت
- تانن
- تانیک اسید
- تائورین
- تتراهیدروکانابینول (THC)
- تترو دوتوکسین
- تریاکسین سی
- تریپتوفان
- تری‌فسفات گوانوزین (+GTP)
- ترئونین
- تری‌یدوتیرونین (T3)
- تستوسترون
- تکپار
- توبولین
- توکوفرول)
- تونیکامیسین
- تی-۲ میکوتوکسین
- تیروزین
- تیمین

## چ
- چربی پشم

## د
- داکتینومایسین
- داوکسی‌ریبوز
- دکستران
- دکسترین
- دوپامین
- دی‌ان‌ای
- دی‌ان‌ای (DNA)

## ر
- رادیسیکول
- رنگ نیل
- رنین (آنزیم)
- ریبوز
- ریبوزیم
- ریبیتول

## ز
- زآرالنون

## ژ
- ژلاتین

## س
- سافرول
- سالوینورین – C23H28O8
- سالیسیل‌آلدهید
- سبزینه
- ستریمید - سی (Cetrimide) - C19H42BrN
- سروتونین
- سرین (اسید آمینه)
- سلنوسیستئین
- سلولز - (C6H10O5)x
- سیترال
- سیترولین
- سیترونلال
- سیتریک اسید
- سیترینین
- سیتوزین – C4H5N3O
- سیتوکروم اکسیداز
- سیتوکروم
- سیتوکین
- سیتیدین
- سیستئین
- سیکلوپامین
- سیکلوپیازونیک اسید
- سینامالدهید

## ش
- شکر

## ف
- فرمالدهید
- فروکتوز
- فرومیک اسید
- فسفاتاز
- فسفولیپید
- فنیل‌آلانین
- فیبرونکتین
- فیبرین

## ک
- کاپسیسین
- کاراگینان
- کازئین
- کافور
- کافئین
- کالمودولین
- کراتین (پروتئین)
- کراتین فسفات
- کربوهیدرات
- کلاژن
- کلریت‌رین
- کلسترول
- کلسی تونین
- کلشیسین
- کوآنزیم کیو ۱۰
- کوبالامین)
- کورتیزول
- کورتیکواستروئید
- کورتیکوسترون
- کوفاکتور
- کولین
- کونین
- کی۲۵۲ای
- کی‌تی۵۷۲۰
- کیتین
- کیناز

## گ
- گاسترین
- گالاکتوز
- گاما آمینوبوتیریک اسید
- گاما بوتیرولاکتون
- گاما-هیدروکسی‌بوتیریک اسید)
- گرانیول
- گزیلوز
- گلوتاتیون
- گلوتامین
- گلوتن
- گلوکاگون
- گلوکز – C6H12O6
- گلوکزامین
- گلیسیرین (glycerol)
- گلیسین
- گلیکوپروتئین
- گلیکوژن
- گوآنوسین
- گوانین
- گوگرد·HCl

## ل
- لاکتاز
- لاکتوز
- لپتین
- لوریک اسید
- لوسین
- لیپاز
- لیپوآمید
- لیپوپروتئین پرچگال
- لیپوپروتئین کم‌چگال
- لیپوپروتئین
- لیپید
- لیزین
- لیکوپن
- لیگنین
- لیمونن
- لینانول

## م
- مالتوز
- مالیک اسید
- متیونین
- ملاتونین
- میترامایسین
- میتومایسین
- میموزین
- میوزین
- میوگلوبین
- نفتوکینون)

## ه
- هاش سی جی (hCG)
- هایماتوزیلین
- هموگلوبین
- هورمون آزادکننده کورتیکوتروپین (CRH)
- هورمون آزادکننده تیروتروپین (TRH)
- هورمون آزادکننده گنادوتروپین‌ها (GnRH)
- هورمون پاراتیروئید (PTH)
- هورمون رشد
- هورمون گیاهی
- هورمون لوتئینه‌کننده (LH)
- هورمون محرکه تیروئید (TSH)
- هورمون محرکه فولیکولی (FSH)
- هورمون
- هیستامین
- هیستون
- هیستیدین

## و
- وازوپرسین
- وازوپرسین (ADH)
- والین
- ومیتوکسین (DeoxyNivalenol)
- ویتامین‌ها
  - ویتامین آ
  - ویتامین ب۱
  - ویتامین ب۱۲
  - ویتامین ب۲
  - ویتامین ب۲)
  - ویتامین ب۳ یا اسید نیتروژن
  - ویتامین ب۵
  - ویتامین ب۵)
  - ویتامین ب۶)
  - ویتامین ث)
  - ویتامین د)
  - ویتامین ئی)
  - ویتامین‌های گروه ب

## ی
- یوراسیل
- یونون